# Steve Parr
Stephen Valentine „Steve“ Parr (* 22. Dezember 1926 in Bamber Bridge; † 6. August 2019 in Lancashire) war ein englischer Fußballspieler.

## Karriere
Parr spielte im Lokalfußball von Preston für Farington Villa, bevor er im Mai 1948 vom FC Liverpool verpflichtet wurde, möglicherweise war er bereits ab 1947 bei Liverpool als Amateur registriert. Zunächst nur für das Reserveteam im Einsatz, nahm er als Teil einer 16-köpfigen Gruppe im Sommer 1951 an einer Schweden-Tournee teil. Weil sich dort mit Eddie Spicer ein Stammverteidiger verletzte und Parr als Ersatz in den weiteren Tourneespielen gute Leistungen zeigte, startete er unter Don Welsh als Stammspieler in die Erstligasaison 1951/52. Zwar kam er im Saisonverlauf zu 16 Ligaeinsätzen, Parr gelang es aber nicht sich dauerhaft in der Verteidigung gegen seine Konkurrenten Bill Jones, Spicer und Ray Lambert durchzusetzen.
In seinem letzten Einsatz für die erste Mannschaft im Januar 1953 wurde er als Rechtsaußen ausprobiert, weil der etatmäßige rechte Flügelspieler Jimmy Payne längerfristig verletzt ausfiel. Ausschlaggebend für das Experiment war wohl eine Partie im November 1952 gegen Derby County, als Parr verletzungsbedingt auf den rechten Flügel auswich und dort nach Pressemeinung „trotz seines Handicaps eine äußerst gute Vorstellung zeigte. Er schoss stark, brachte einige gute Flanken zustande und sicherte Liverpool fast einen Punkt mit einem sehr lobenswerten Versuch in den Schlussminuten“. Der Versuch Parr als Stürmer zu etablieren scheiterte, die Partie gegen Manchester City um Torhüter Bert Trautmann endete mit einer 0:1-Niederlage, die Presse war sich im Anschluss einig, dass Parr mit seinem Auftritt „seine Aufstellung nicht rechtfertigte“ und „das Experiment kein Erfolg war“. Im in der Central League spielenden Reserveteam stieg Parr währenddessen zum Mannschaftskapitän auf, 1954 stand er mit diesem im Finale um den Lancashire Senior Cup, das im Wiederholungsspiel mit 0:3 gegen den FC Blackpool verloren wurde.
Im Mai 1955 wechselte er ablösefrei in die Football League Third Division South zu Exeter City. Für Exeter kam er zum Saisonauftakt bei einem torlosen Unentschieden gegen Colchester United zum Einzug, fiel dann aber verletzungsbedingt für mehrere Monate aus, im restlichen Saisonverlauf bildeten zumeist Arnold Mitchell und Brian Doyle das Verteidigerpaar, Parr kam bis Saisonende in fünf Liga- und zwei Pokalspielen zum Einsatz. Die folgenden Saison 1956/57 startete er erneut in der Stammelf, diesmal als Mittelläufer. Nachdem die ersten drei Saisonspiele sieglos endeten, wurde er von Keith Harvey ersetzt und kam bis zu seinem Abgang zum Jahresende nicht mehr zum Zug.
Anfang Dezember 1956 wechselte er zurück in den Nordwesten Englands und schloss sich dem in der Third Division North spielenden Klub AFC Rochdale an. Dort kam er im restlichen Saisonverlauf zu 15 Ligaeinsätzen, zumeist auf den beiden Verteidigerpositionen anstelle von Charlie Ferguson oder Billy McCulloch, sofern diese ausfielen oder in der Läuferreihe agierten. Am 6. April wurde er bei einem Auswärtsspiel bei Accrington Stanley als Mittelstürmer aufgeboten und erzielte bei der 1:2-Niederlage seinen einzigen Treffer in der Football League. Nachdem er in der Saison 1957/58 nur noch zu einem Einsatz gekommen war, verließ er Rochdale im Sommer 1958 wieder.
In der Folge schloss er sich dem in der Lancashire Combination spielenden FC Burscough an, bei dem er nicht nur Spieler, sondern zugleich auch Teil des Trainerstabs war; beruflich war er nach seiner Profilaufbahn als Ingenieur tätig.